# Elena Nikolaidi

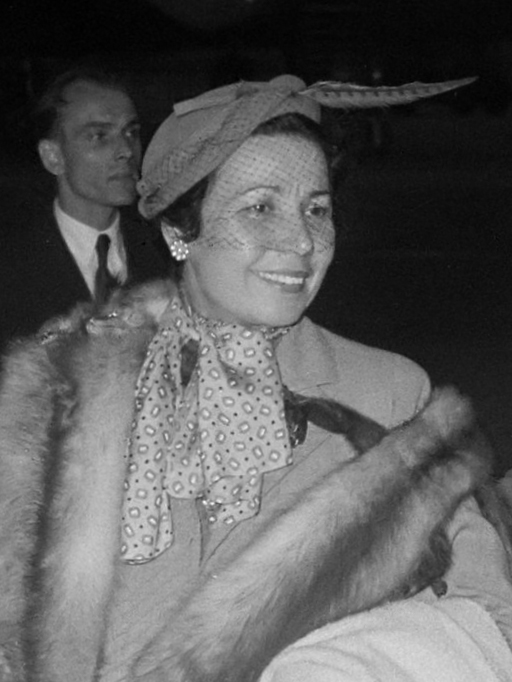
Elena Nikolaidi (1953)

Elena Nikolaidi (* 15. Juni 1909 in Izmir; † 14. November 2002 in Santa Fe (New Mexico)) war eine griechisch-amerikanische Opern- und Konzertsängerin der Stimmlage Mezzosopran und Musikpädagogin.

## Leben und Werk
Elena Nikolaidi wurde 1909 in Smyrna (Osmanisches Reich, heute Izmir, Türkei) geboren. 1919 zog Elena Nikolaidis Familie nach Griechenland um. Dort studierte sie bei Thanos Mellos und Argyro Gini am Athener Konservatorium Gesang. Sie setzte ihr Studium mit einem Stipendium der Universität Athen in Wien fort. Ihr Bühnendebüt gab Elena Nikolaidi 1930 in Athen bei der Uraufführung der Oper „Die Geisterbrücke“ (To stoicheiomeno gefyri, Το στοιχειωμένο γεφύρι) von Theophrastos Sakellaridis. 1936 heiratete Elena Nikolaidi ihren Lehrer Thanos Mellos.
Von 1936 bis 1948 war Elena Nikolaidi Mitglied der Wiener Staatsoper. Ihr wurde dort der Titel „Kammersängerin“ verliehen. Sie gab Gastspiele und Konzerte in verschiedenen europäischen Ländern und in Ägypten. 1948 siedelte Elena Nikolaidi mit ihrem Mann und ihrem zweijährigen Sohn Michael in die Vereinigten Staaten über. Ab Januar 1949 bis 1964 gastierte sie als Opern- und Konzertsängerin in zahlreichen Konzertmetropolen der Vereinigten Staaten, Kanadas, Australiens und Europas. Von 1951 bis 1956 spielte sie an der Metropolitan Opera in New York.
Große Erfolge errang sie zunächst in der Rolle der Carmen sowie in Verdi- und Wagnerpartien. Sie sang unter anderem die Altpartien in Verdis Requiem und Gustav Mahlers „Das Lied von der Erde“ sowie dessen „Kindertotenlieder“.
Seit 1960 wirkte sie als Gesangsprofessorin an der School of Music der Florida State University in Tallahassee. Im Mai 1977 gab sie ihr Abschiedskonzert in Tallahassee. Im September 1977 zog sie nach Houston, Texas, wo sie als Gesangslehrerin am neu gegründeten Houston Opera Studio arbeitete. 1994 zog sich Elena Nikolaidi von ihrer Lehrtätigkeit zurück und zog zu ihrem Sohn nach Santa Fe. Hier starb sie am 14. November 2002.